# Clathrina multiformis
Clathrina multiformis är en svampdjursart som först beskrevs av Breitfuss 1898.  Clathrina multiformis ingår i släktet Clathrina och familjen Clathrinidae. Inga underarter finns listade i Catalogue of Life.